# Cavadinești
Cavadinești est une commune du județ de Galați en Roumanie.